# Dovyalis rotundifolia
Dovyalis rotundifolia är en videväxtart som först beskrevs av Carl Peter Thunberg, och fick sitt nu gällande namn av William Henry Harvey. Dovyalis rotundifolia ingår i släktet Dovyalis och familjen videväxter. Inga underarter finns listade i Catalogue of Life.